# Barringtonia acutangula
Barringtonia acutangula är en tvåhjärtbladig växtart som beskrevs av Joseph Gaertner. Barringtonia acutangula ingår i släktet Barringtonia och familjen Lecythidaceae.

## Underarter
Arten delas in i följande underarter:
- B. a. acutangula
- B. a. spicata

## Bildgalleri

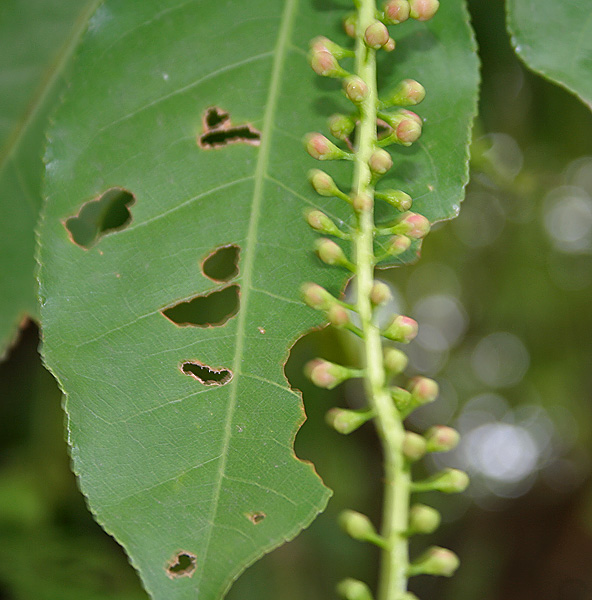
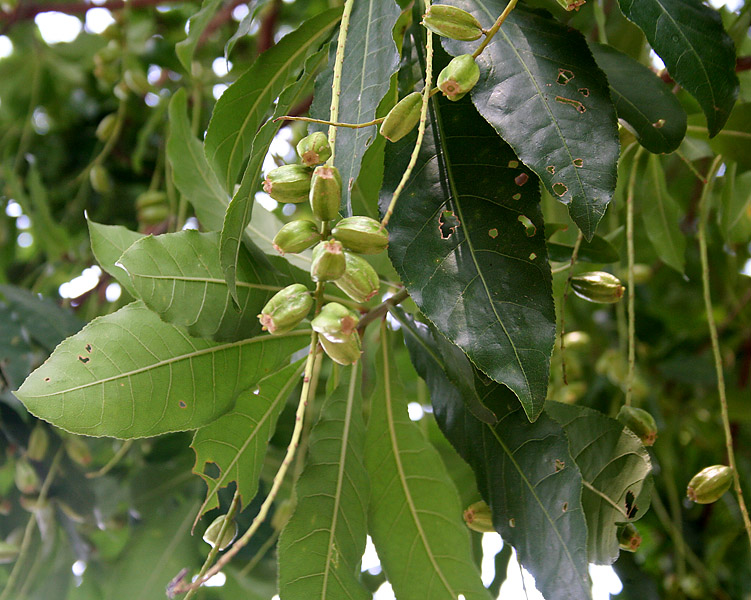
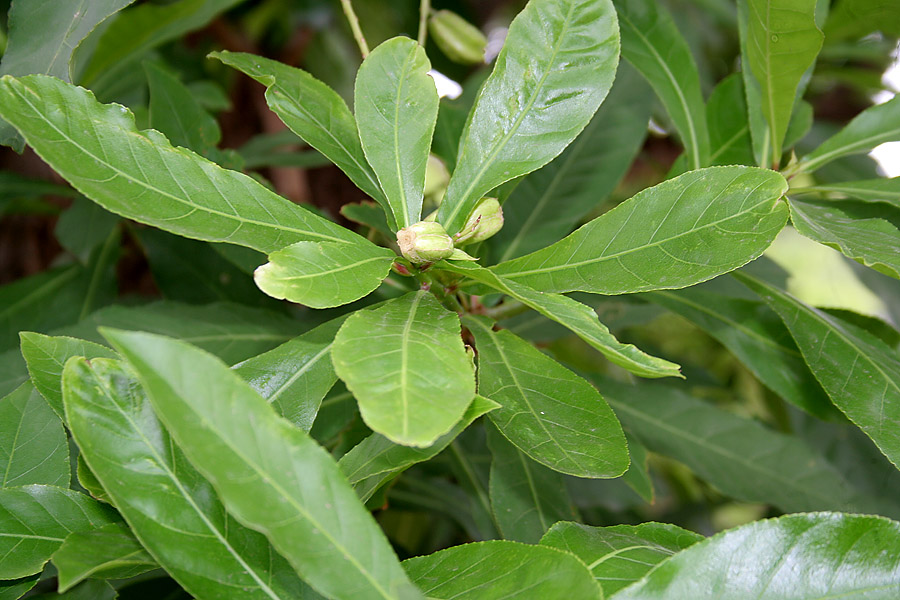
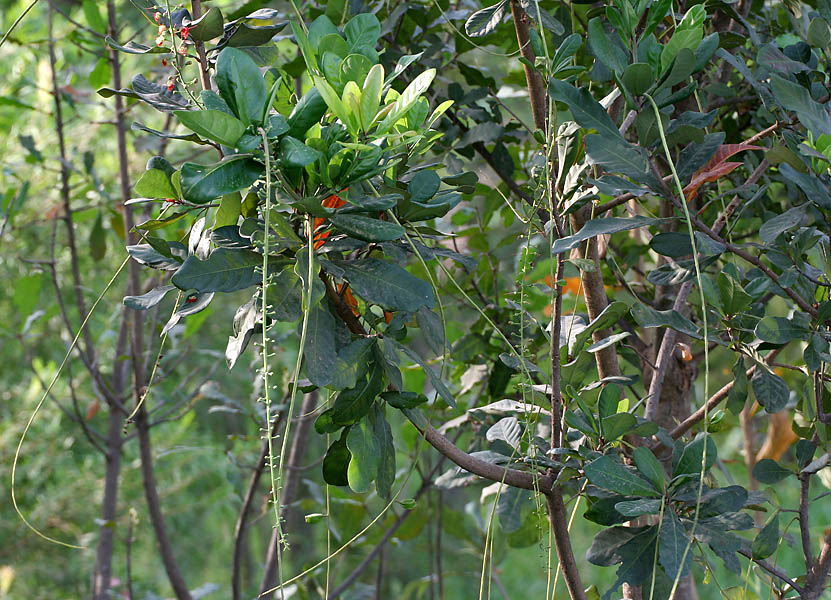
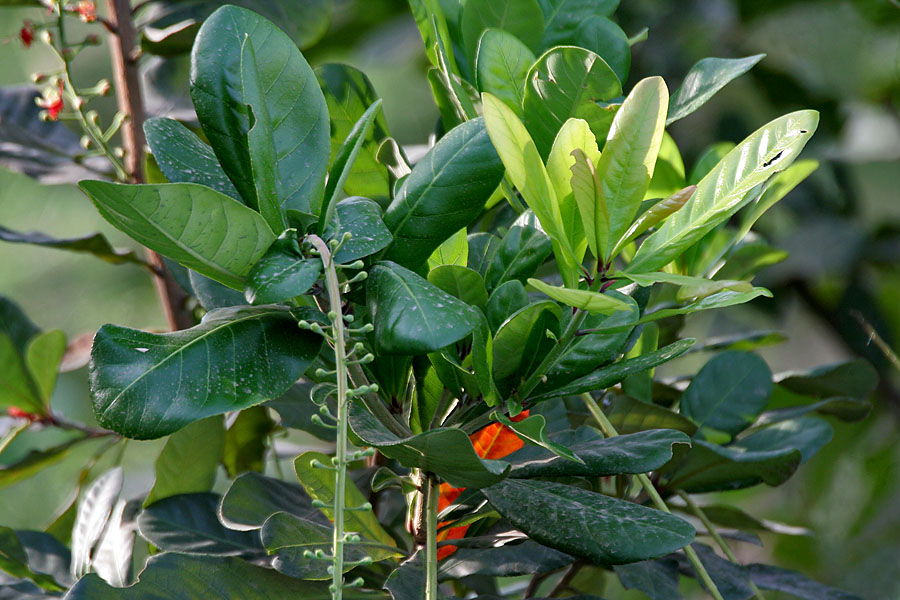
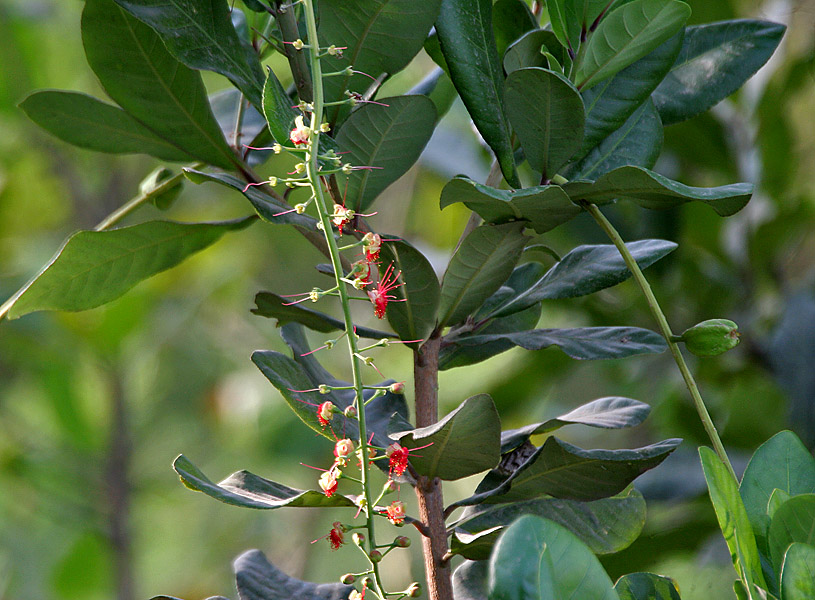